# Livorno megye
Livorno megye Olaszország Toszkána régiójának egyik megyéje. Székhelye Livorno.

## Fekvése
Livorno megye Pisa és Grosseto megyékkel határos.

## Községek(comuni)
- Bibbona
- Campiglia Marittima
- Campo nell’Elba
- Capoliveri
- Capraia
- Castagneto Carducci
- Cecina
- Collesalvetti
- Livorno
- Marciana
- Marciana Marina
- Piombino
- Porto Azzurro
- Portoferraio
- Rio Marina
- Rio nell’Elba
- Rosignano Marittimo
- San Vincenzo
- Sassetta
- Suvereto